# Dana Martin
Dana Martin (3 de julio de 1977) es una deportista estadounidense que compitió en taekwondo.
Ganó una medalla en el Campeonato Mundial de Taekwondo de 1995, y tres medallas en el Campeonato Panamericano de Taekwondo entre los años 1994 y 1998. En los Juegos Panamericanos de 1995 consiguió una medalla de bronce.

## Palmarés internacional
| Campeonato Mundial      | Campeonato Mundial        | Campeonato Mundial | Campeonato Mundial |
| Año                     | Lugar                     | Medalla            | Categoría          |
| ----------------------- | ------------------------- | ------------------ | ------------------ |
| 1995                    | Manila (Filipinas)        | Medalla de bronce  | –65 kg             |
| Juegos Panamericanos    |                           |                    |                    |
| Año                     | Lugar                     | Medalla            | Categoría          |
| 1995                    | Mar del Plata (Argentina) | Medalla de bronce  | –65 kg             |
| Campeonato Panamericano |                           |                    |                    |
| Año                     | Lugar                     | Medalla            | Categoría          |
| 1994                    | Heredia (Costa Rica)      | Medalla de plata   | –65 kg             |
| 1996                    | La Habana (Cuba)          | Medalla de oro     | –65 kg             |
| 1998                    | Lima (Perú)               | Medalla de bronce  | –60 kg             |